# Ceratomyxa auerbachi
Ceratomyxa auerbachi is een microscopische parasiet uit de familie Ceratomyxidae. Ceratomyxa auerbachi werd in 1962 beschreven door Kabata. 